# Judo-Verband Sachsen
Der Judo-Verband Sachsen e. V. (JVS) ist der Dachverband für Judo im Bundesland Sachsen. Er organisiert den Judosport auf Landesebene und ist zuständig für die Koordinierung, Entwicklung und Förderung der Sportart innerhalb des Landes. Er ist dem Deutschen Judo-Bund untergliedert.

## Geschichte und Struktur
Der Verband wurde am 14. Juli 1990 in Leipzig gegründet. Oberstes Gremium ist die Mitgliederversammlung. Die organisatorische Struktur ist in Gremien und Ausschüsse gegliedert. Der JVS gliedert sich in die drei Sportbezirke Chemnitz, Dresden und Leipzig, in denen der regionale Wettkampfbetrieb eigenständig organisiert wird. Es gibt einen Landesleistungsstützpunkt in Leipzig, welche angegliedert ist an das Landesgymnasium für Sport Leipzig und der Sportwissenschaftlichen Fakultät der Universität Leipzig sowie dem Institut für Angewandte Trainingswissenschaften.

## Aus- und Fortbildung
Der Verband betreut über 500 lizenzierte Trainerinnen und Trainer. In Zusammenarbeit mit dem Deutschen Judo-Bund ist der JVS berechtigt, Aus- und Fortbildungen für die Lizenzstufen C, B und A durchzuführen. Auch im Kampfrichterwesen bestehen strukturierte Qualifizierungs- und Weiterbildungsangebote.

## Erfolgreiche Athleten
- Udo Quellmalz, Olympiasieger und zweifacher Weltmeister
- Kerstin Thiele, Silbermedaillengewinnerin bei den Olympischen Spielen 2012
- Annett Böhm, Bronzemedaillengewinnerin bei den Olympischen Spielen 2004 und Dritte bei Weltmeisterschaften